# Utahraptor
Utahraptor is een geslacht van uitgestorven vleesetende theropode dinosauriërs, behorend tot de groep van de Deinonychosauria, dat tijdens het Vroeg-Krijt, zo'n 125 miljoen jaar geleden, leefde in het gebied van het huidige Noord-Amerika. De enige benoemde soort is Utahraptor ostrommaysorum.
De eerste fossielen van Utahraptor werden in 1975 gevonden in de staat Utah van de Verenigde Staten. In 1993 kreeg het dier zijn naam die zoiets als 'rover uit Utah' betekent. De soort kreeg grote bekendheid door de dat jaar uitkomende film Jurassic Park waarin een dinosauriër voorkomt die veel op de Utahraptor lijkt. Volledige skeletten van de soort zijn nooit gevonden, alleen wat losse botten. Daardoor is de kennis over het dier nogal beperkt.
Utahraptor had als meest opvallende kenmerk dat hij een reuzenvorm was onder zijn verwanten die meestal niet langer werden dan anderhalf à twee meter. Hij werd minstens een vijf meter lang maar sommige beenderen wijzen op dubbel die lengte. Hij was een tweevoetig roofdier, warmbloedig en bevederd met een lange stijve staart waarmee hij zijn evenwicht kon bewaren. Aan de tweede teen van de voet droeg hij een enorme sikkelklauw waarmee hij diepe wonden kon toebrengen. Daarmee kon hij prooien doden die groter waren dan hijzelf en zo stond hij vrij hoog in de voedselketen. Misschien joeg hij in groepen om bijzonder grote dieren aan te vallen, zoals langnekkige sauropoden. Het kan ook zijn dat hij gepantserde ankylosauriërs at, waarvan veel botten gemengd met die van Utahraptor gevonden zijn.

## Vondst en naamgeving
De eerste fossielen van Utahraptor werden in de zomer van 1975 gevonden in de Dalton Wells Dinosaur Quarry in Utah door de amateurpaleontoloog Jim Jensen die de vondsten onderbracht in de collectie van de Brigham Young University. Ze trokken weinig aandacht, mede omdat ze niet speciaal opvielen tussen de honderden beenderen van andere dinosauriërs die dat jaar in de groeve waren verzameld. Na de vondst in oktober 1991 van een reusachtige teenklauw door Carl Limoni, op zoek naar ankylosauriërs in de Gaston Quarry in Grand County, werden er dat jaar en in 1992 verdere opgravingen verricht door een team van het College of Eastern Utah, geleid door James Kirkland, Robert Gaston en Donald Burge. Kirkland ontrukte ook de vondsten van Jensen aan de vergetelheid. In de zomer van 1992 werd de ontdekking bekendgemaakt. In het persbericht door Kirkland en de hem financieel ondersteunende Dinamation International Society, een non-profit-organisatie opgericht door de Dinamation International Corporation, werd de naam Utahraptor vermeld; in juli 1992 ook in verschillende krantenartikelen. Het bleef voorlopig nog een onbeschreven nomen nudum. Men was op dat moment van plan de soort  Utahraptor spielbergi te noemen naar Steven Spielberg die op het punt stond de film Jurassic Park uit te brengen, waarvoor Dinamation de dinosauriërrobots had geleverd. De juridische staf van deze regisseur bleek echter niet zo gecharmeerd van de hoogte van de financiële compensatie die daar tegenover had moeten staan — men meende dat veeleer Kirkland als vertegenwoordiger van het commerciële Dinamation Spielberg zou moeten betalen voor het gebruik van diens naam — waarna het plan werd verlaten. Wel werd de naam "Utahraptor spielbergi" gebruikt als deel van een speelgoedlijn met dinosauriërmodellen en soortgelijke merchandising die Dinamation naar aanleiding van de film uitbracht.
De typesoort Utahraptor ostrommaysi is door Kirkland, Gaston en Burge beschreven in 1993. De geslachtsnaam verbindt Utah met een Latijn raptor, 'rover'. De soortaanduiding eert de beroemde paleontoloog John Ostrom, een expert op het gebied van deinonychosauriërs en de special-effectsspecialist Chris Mays van Dinamation. Aangezien het epitheton foutief het enkelvoud ostrommaysi gebruikte hoewel het verplicht was in dat geval de genitief meervoud toe te passen, werd de naam in 2000 door George Olshvesky geëmendeerd tot Utahraptor ostrommaysorum. Dat was nog net op tijd want dat jaar werd het juist door de vierde editie van de ICZN verboden op die grond te emenderen. In 2019 werd gesteld dat het bij een combinatie van twee namen hoe dan ook onzin was het meervoud toe te passen.
Het holotype CEU 184v.86 is gevonden in lagen van de Yellow Cat-afzetting van de Cedar Mountain-formatie die dateren uit het Barremien, ongeveer 125 miljoen jaar oud. Het bestaat uit een klauw van de tweede teen, de zogenaamde 'sikkelklauw'. Daarnaast zijn verschillende paratypen aangewezen: BYU 9429, een middelste staartwervel; BYU 9435, een achterste staartwervel; BYU 9436, een achterste staartwervel; BYU 9438, een tweede teenklauw; BYU 13068, een tweede teenklauw; CEU 184v.260, een scheenbeen; CEU 184v.294, een tweede teenklauw en CEU 184v.400, een praemaxilla. Enkele andere botten die ook als paratypen waren aangewezen, bleken achteraf aan andere dinosauriërs toe te behoren, zoals Gastonia en, wat een zitbeen betrof, tot een nog onbeschreven lid van de Ornithomimidae. De voetklauwen werden volgens Brooks Britt in de beschrijving van 1993 abusievelijk aangezien voor handklauwen. Het is gesuggereerd dat de botten uit de Gaston Quarry allemaal van één individu afkomstig zouden zijn.
In 2009 werd nog een vondst aan de soort toegewezen: specimen BYU 15465, een dijbeen. Veel omvangrijker is een aantal nieuwe vondsten uit de twee vindplaatsen, in 2001 gemeld door Britt: in de Gaston Quarry zou nog een exemplaar zijn opgegraven en in de Dalton Wells Quarry de resten van minstens acht individuen van verschillende leeftijden. In totaal zouden honderdnegentig nieuwe skeletelementen zijn verzameld, van de schedel, de wervelkolom en de ledematen, die een veel completer beeld zouden geven van de soort. De nieuwe specimina zijn echter nog niet beschreven; wel werd van de dijbeenderen de gevonden minimum- en maximumlengte opgegeven: 310 tot 565 millimeter. In 2004 werd een derde vindplaats ontdekt: de Stikes Quarry, genoemd naar Matt Stikes. In de groeve is een blok aangetroffen met de resten van minstens zes individuen waaronder een volwassen dier, vier jongvolwassen dieren en een jong. In maart 2015 werd het blok, met een gewicht van negen ton, dat voorlopig opgeslagen was in het Utah Department of Natural Resources te Salt Lake City, naar het Museum of Ancient Life in Lehi vervoerd, onderdeel van het Thanksgiving Point Institute waar het in een periode van vijf jaar geprepareerd moet worden door Scott Madsen.

## Beschrijving

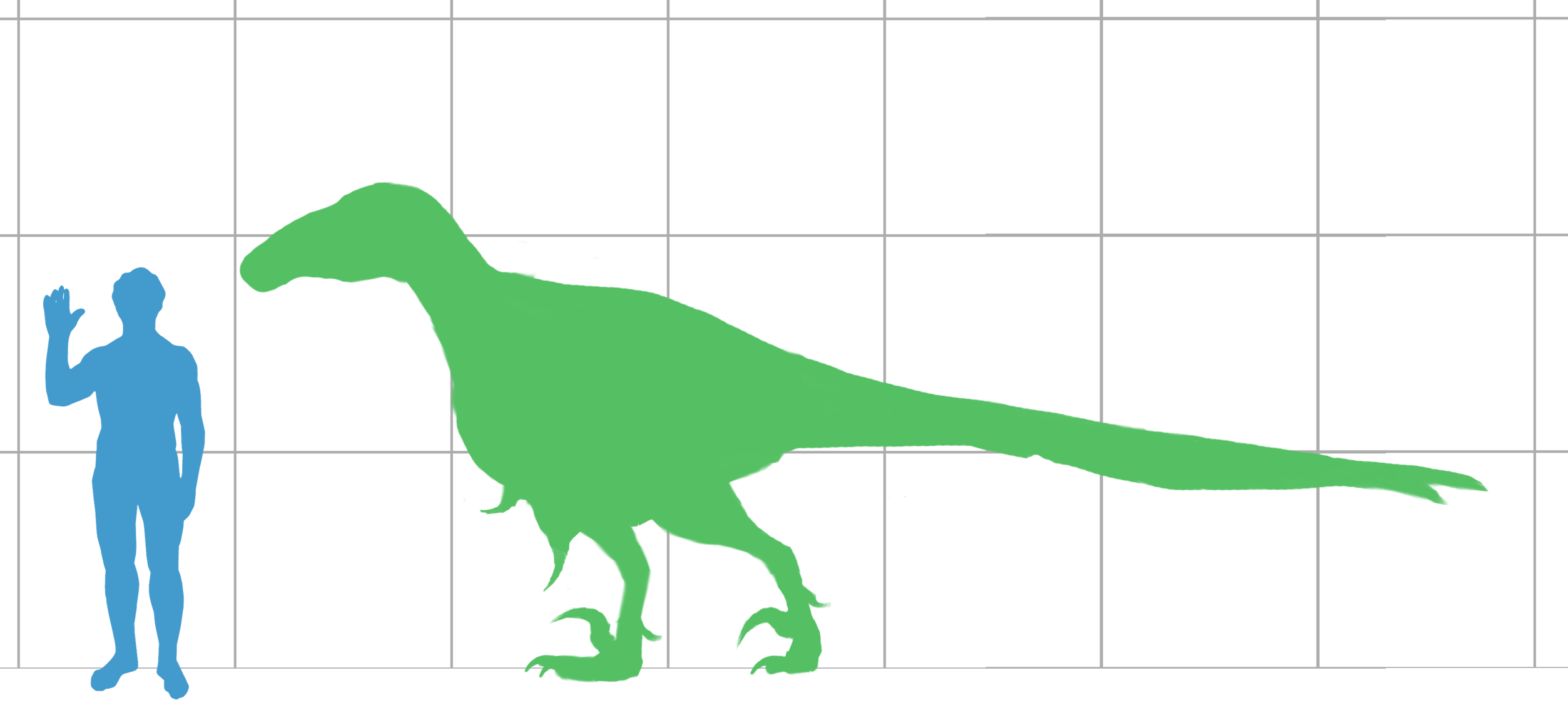
Een groottevergelijking met een mens

Door de beperkte omvang van de beschreven vondsten is de informatie over Utahraptor die in de wetenschappelijke literatuur is opgenomen ook erg beperkt.
De soort onderscheidt zich vooral door de enorme omvang, althans in vergelijking met haar verwanten. Utahraptor is verreweg de grootste deinonychosauriër die bekend is; alleen de in 2015 beschreven Dakotaraptor benadert zijn grootte. Extrapolatie vanuit de bekende lengte van Deinonychus levert voor de belangrijkste fragmenten een aantal verschillende maar steeds aanzienlijke lichaamslengten op. Het scheenbeen is 503 millimeter lang en dat wijst op een lengte van vijf meter. Staartwervel BYU 9429 is 67 millimeter lang en het individu waarvan deze afkomstig is, werd geschat op 3,89 meter. Het dijbeen BYU 15465 is zestig centimeter lang en het hele dier dus kennelijk 5,9 meter. Kirkland schatte de lengte in 1993 op een kleine zeven meter, het gewicht op bijna een halve ton. Gregory S. Paul hield het in 2010 voor de soort op een volwassen lengte van 5,5 meter en een gewicht van driehonderd kilogram.

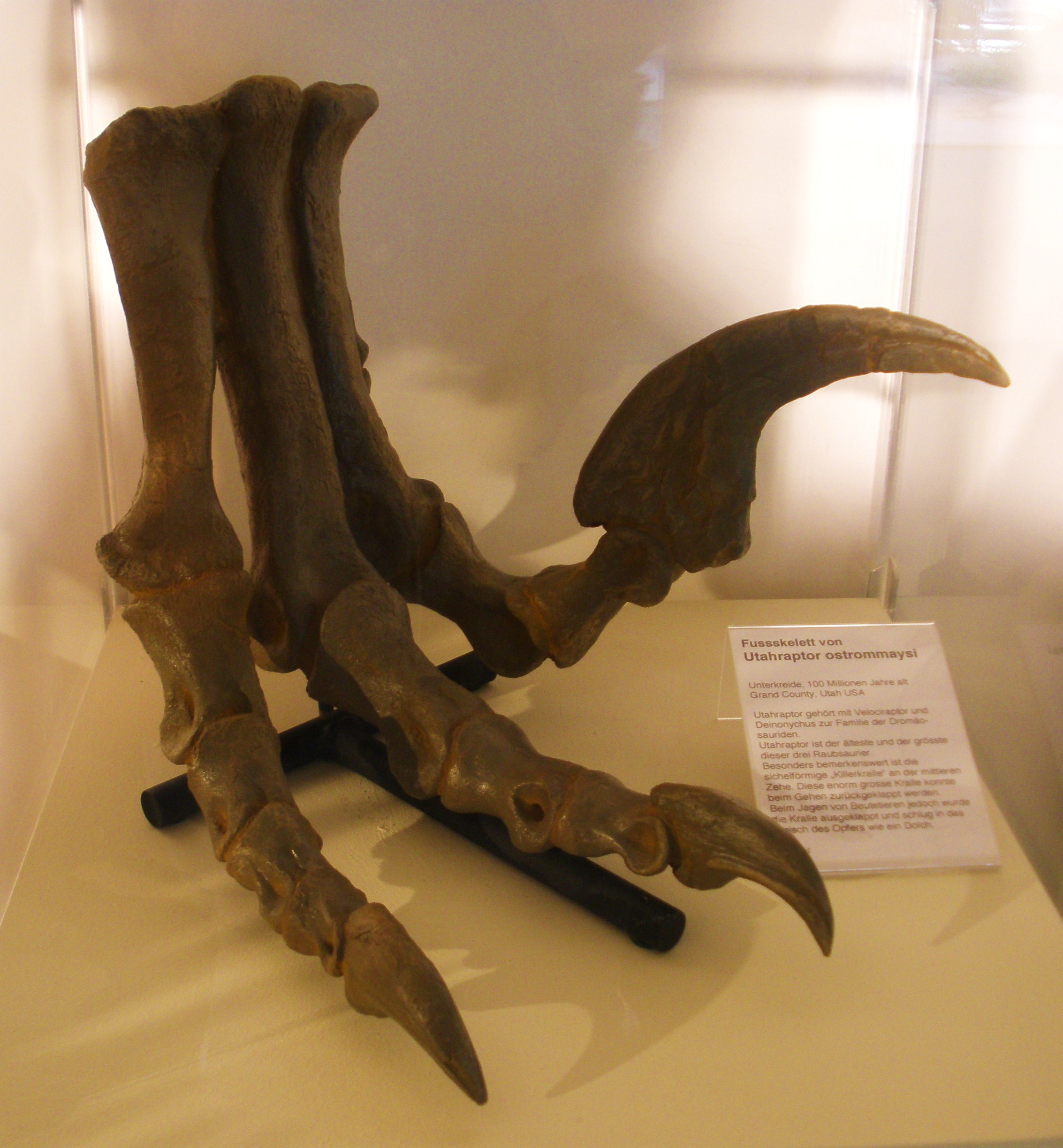
Model op ware grootte van de sikkelklauw

Britt meldde echter in 2001 een enkele losse staartwervel die tweemaal zo lang zou zijn als de overige. Dit zou dus een dier suggereren van tien tot elf meter lang en een gewicht van twee à drie ton. In de literatuur blijft men echter een lengte van vijf à zes meter aanhouden. De wervel is immers onbeschreven en juist bij staartwervels, die bij deinonychosauriërs naar achteren eerst flink in grootte toenemen en daarna afnemen, kan een vergissing over de precieze positie in de staart de relatieve lengte sterk vertekenen, nog afgezien van de misleidende effecten van mogelijke vergroeiing, beschadiging en accretie.
Behalve de grootte zijn er weinig speciale kenmerken gevonden. Eerst werd gedacht dat de handklauwen opvallend afgeplat waren maar hun interpretatie als sikkelklauwen van de voet biedt daarvoor een verklaring. Het traanbeen had volgens de oorspronkelijke beschrijving een afwijkend rechthoekig profiel maar het betreffende specimen, CEU 184v.83, bleek een postorbitale te wezen van Gastonia. De enige twee onderscheidende eigenschappen die overblijven, zijn de versmelting van de interdentaalplaten achter de tanden en de D-vormige doorsnede van de tanden in de praemaxilla. De ruggenwervels missen pleurocoelen. Het dijbeen heeft een goed ontwikkelde inkeping tussen trochanter minor en trochanter major. Het uiteinde van het derde middenvoetsbeen vormt geen scharniergewricht maar is afgerond.

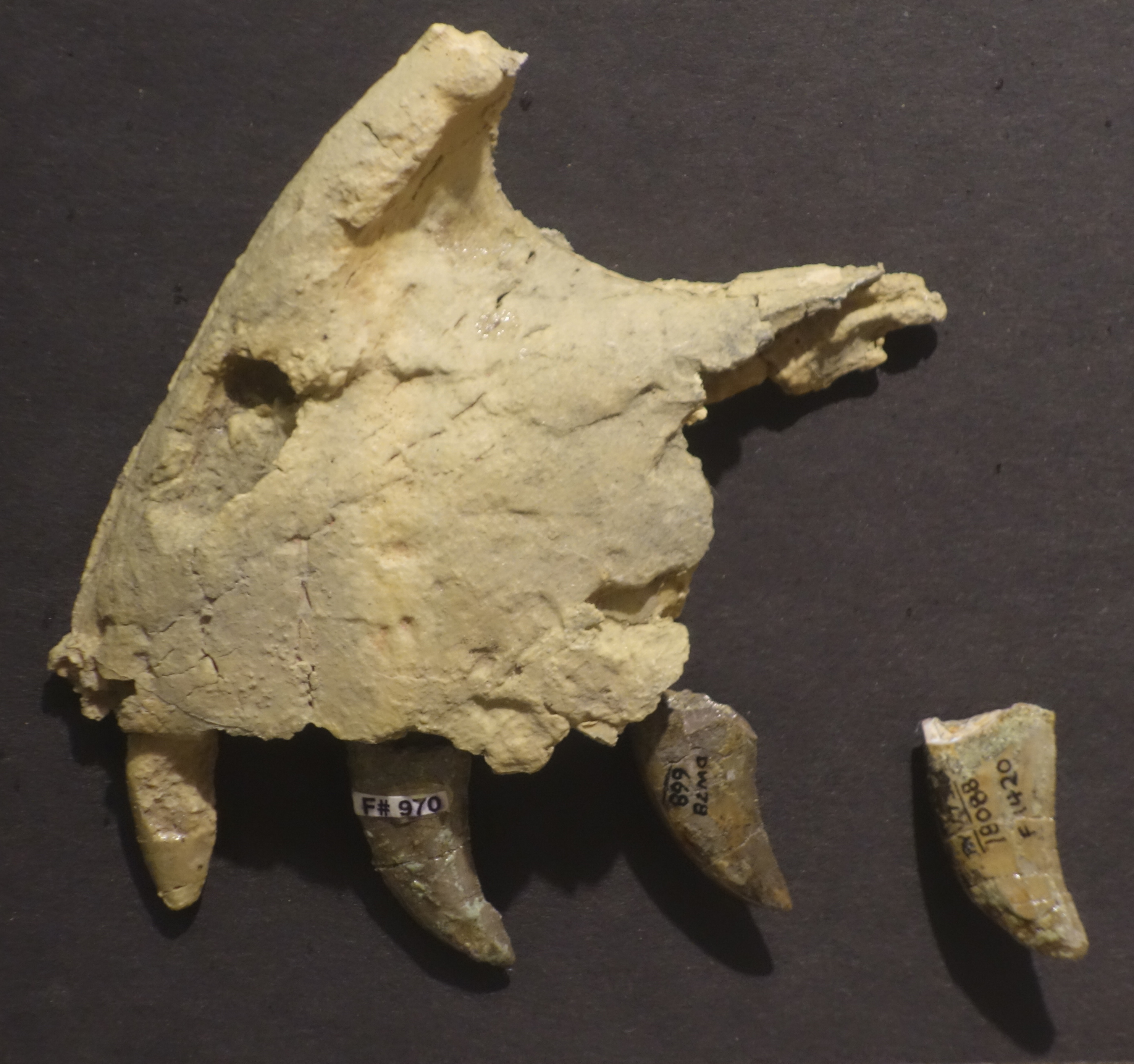
De snuitpunt

In 2012 gaf Alan Turner een aanvullende diagnose. Eén kenmerk was volgens hem een unieke afgeleide eigenschap: het quadratojugale is L-vormig, zonder achterste tak. Verder is er een unieke combinatie van op zich niet unieke eigenschappen. De opgaande tak van de praemaxilla richting neusbeen is langwerpig.
Dat de soort tot de Deinonychosauria behoort, blijkt uit de staart die verstijfd is doordat de voorste werveluitsteeksels, de prezygoapofysen, zeer lange verlengingen hebben die de voorgaande wervel omvatten en verder door de typerende sikkelklauw. Overeenkomstig de grootte van het dier als geheel was ook de klauw van een aanzienlijke omvang: het holotype heeft een buitenomtrek van drieëntwintig centimeter. Een hoornschacht zal die lengte vermoedelijk tot boven de dertig centimeter gebracht hebben.
Turner wees nog op verschillende details. De parapofysen, de facetten op de ruggenwervels voor de onderste ribkoppen, staan op steeltjes. Anders dan bij andere dromaeosauriden missen de ruggenwervels pleurocoelen, doorboorde uithollingen die de uitlopers van de luchtzakken toegang boden aan het holle binnenste van de wervel. De trochanter minor is goed ontwikkeld. Britt stelde dat het schaambeen naar achteren gericht was, maar Turner meende dat dit niet met enige zekerheid vastgesteld kon worden.
De vele niet bekende kenmerken worden in reconstructies meestal naar analogie met verwante soorten aangevuld. Het is aannemelijk dat Utahraptor een warmbloedige tweevoeter was met een verenkleed. Hij zal lange armen gehad hebben die wellicht voorzien waren van een soort vleugels. De staart kan een waaier van veren gedragen hebben. Door de vrij hoge massa, die een isolerende werking van een lichaamsbedekking minder noodzakelijk maakt, is het echter mogelijk dat volwassen dieren niet bevederd waren, of alleen sierveren op kop, armen en staart droegen terwijl de rest van het lichaam geschubd was. Verschillende musea hebben skeletreconstructies van Utahraptor opgesteld die echter voornamelijk bestaan uit opgeschaalde elementen van Deinonychus.
In 2017 werden aanvullende gegevens bekend van de exemplaren uit de Stikes Quarry. De kop is zeer groot. De kaken zijn robuust en hoog. Op de achterkant van het schedeldak staat een hoge dwarskam. Het quadratojugale steekt vrij ver naar achteren uit. De onderkaak is vooraan vrij hoog en kromt naar onderen, zodanig dat de tanden naar voren uitwaaieren. De armen zijn niet robuust maar de achterste ledematen zijn juist zeer zwaargebouwd, vooral het onderbeen. Dat hangt samen met een hoog bekken dat weer zorgt voor een hoge achterste romp. Het dijbeen is relatief lang en de voet kort. Het darmbeen loopt naar voren op. De achterste ruggenwervels hebben sterk verhoogde doornuitsteeksels, kennelijk om de romp te heffen. De staart is relatief kort en zijwaarts mobiel. Opmerkelijk is dat deze exemplaren geen verstijfde staart tonen.

## Fylogenie

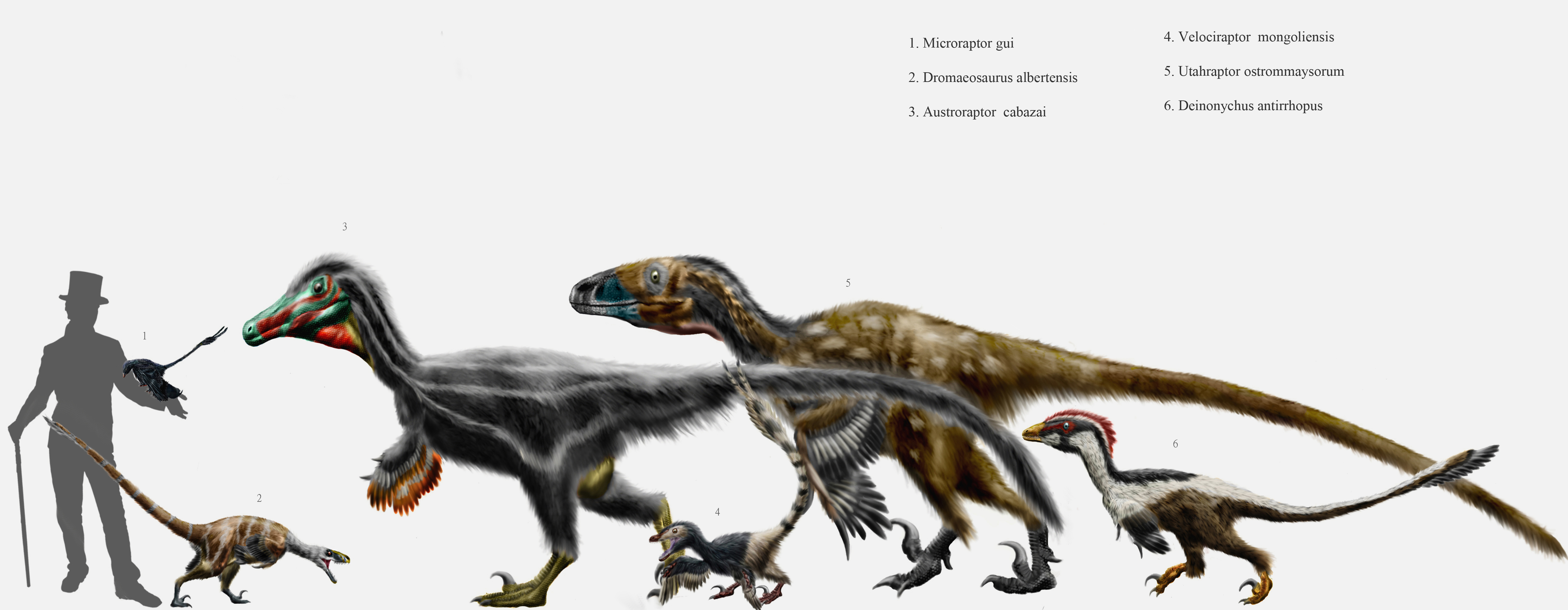
Een vergelijking met verwanten

Utahraptor is door Kirkland in de Dromaeosauridae geplaatst. Volgens Philip Currie was hij meer bepaaldelijk een lid van de Velociraptorinae maar de analyses van de meeste andere onderzoekers hebben tot uitkomst dat het een lid was van de Dromaeosaurinae, een verwant van Dromaeosaurus en Achillobator. In de jaren negentig was hij een van meer basale bekende dromaeosauriden en zijn enorme omvang en hoge geologische ouderdom werd gebruikt als argument tegen de hypothese dat de Eumaniraptora zouden afstammen van een kleine vliegende voorouder. Sindsdien zijn er echter nog basalere en even oude dromaeosauriden ontdekt die juist zeer klein zijn, zoals Mahakala en Microraptor. De grote lichaamsomvang van Utahraptor was kennelijk geen oorspronkelijke eigenschap, geërfd van zijn vroege voorouders, maar een afgeleid kenmerk van zijn bijzondere zijtak. Een verwant die zijn grootte benadert, is Achillobator.

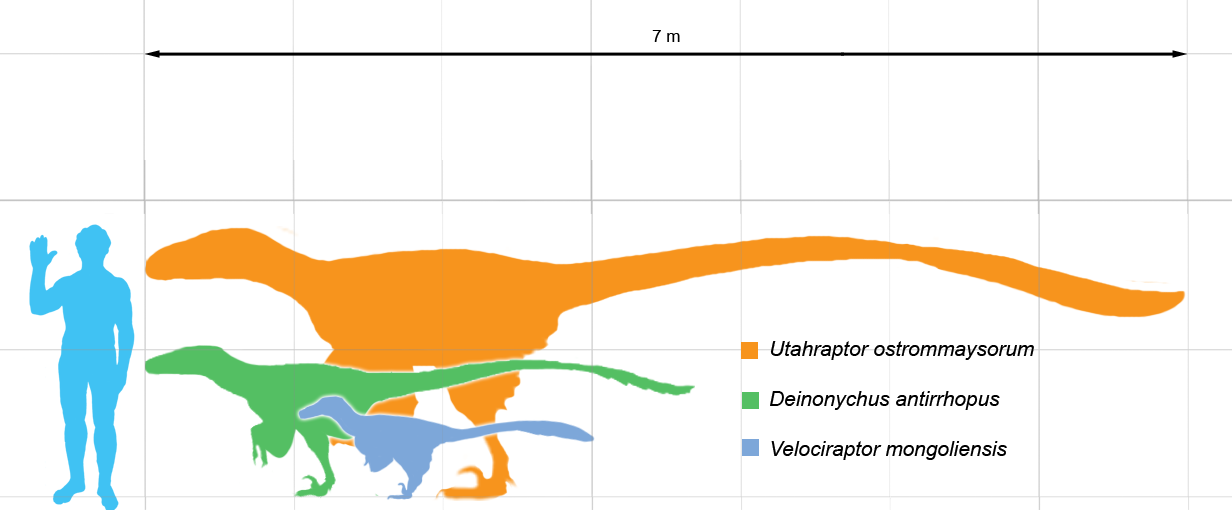
Utahraptor was veel groter dan de meeste verwanten

Door het gebrek aan fossielen kan een mogelijke positie van Utahraptor maar slecht door gegevens ondersteund worden. De plaatsing binnen de Dromaeosaurinae is voornamelijk gebaseerd op de D-vormige tanden in de praemaxilla, een eigenschap die met Dromaeosaurus gedeeld wordt. Volgens Currie echter is de bouw ervan bij de beide soorten fundamenteel afwijkend en is het kenmerk niet homoloog, vandaar dat bij hem Utahraptor in de Velociraptorinae uitviel. Totdat de nieuwe fossielen beschreven zijn, kan geen betrouwbare fylogenie van Utahraptor bepaald worden.
Het volgende kladogram geeft een mogelijke positie van Utahraptor in de evolutionaire stamboom.
|  | Adasaurus                                                |
|  |                                                          |
|  | \| \| Tsaagan \| \| \| \| \| \| Velociraptor \| \| \| \| |
|  |                                                          |
|  | Tsaagan                                                  |
|  |                                                          |
|  | Velociraptor                                             |
|  |                                                          |

|  | Tsaagan      |
|  |              |
|  | Velociraptor |
|  |              |

|  | Deinonychus |
|  | |
|  | \| \| Achillobator \| \| \| \| \| \| Dromaeosaurus \| \| \| \| \| \| Utahraptor \| \| \| \| \| \| Yurgovuchia \| \| \| \| |
|  | |
|  | Achillobator |
|  | |
|  | Dromaeosaurus |
|  | |
|  | Utahraptor |
|  | |
|  | Yurgovuchia |
|  | |

|  | Achillobator  |
|  |               |
|  | Dromaeosaurus |
|  |               |
|  | Utahraptor    |
|  |               |
|  | Yurgovuchia   |
|  |               |

|  | Adasaurus                                                |
|  |                                                          |
|  | \| \| Tsaagan \| \| \| \| \| \| Velociraptor \| \| \| \| |
|  |                                                          |
|  | Tsaagan                                                  |
|  |                                                          |
|  | Velociraptor                                             |
|  |                                                          |

|  | Tsaagan      |
|  |              |
|  | Velociraptor |
|  |              |

|  | Deinonychus |
|  | |
|  | \| \| Achillobator \| \| \| \| \| \| Dromaeosaurus \| \| \| \| \| \| Utahraptor \| \| \| \| \| \| Yurgovuchia \| \| \| \| |
|  | |
|  | Achillobator |
|  | |
|  | Dromaeosaurus |
|  | |
|  | Utahraptor |
|  | |
|  | Yurgovuchia |
|  | |

|  | Achillobator  |
|  |               |
|  | Dromaeosaurus |
|  |               |
|  | Utahraptor    |
|  |               |
|  | Yurgovuchia   |
|  |               |

## Levenswijze

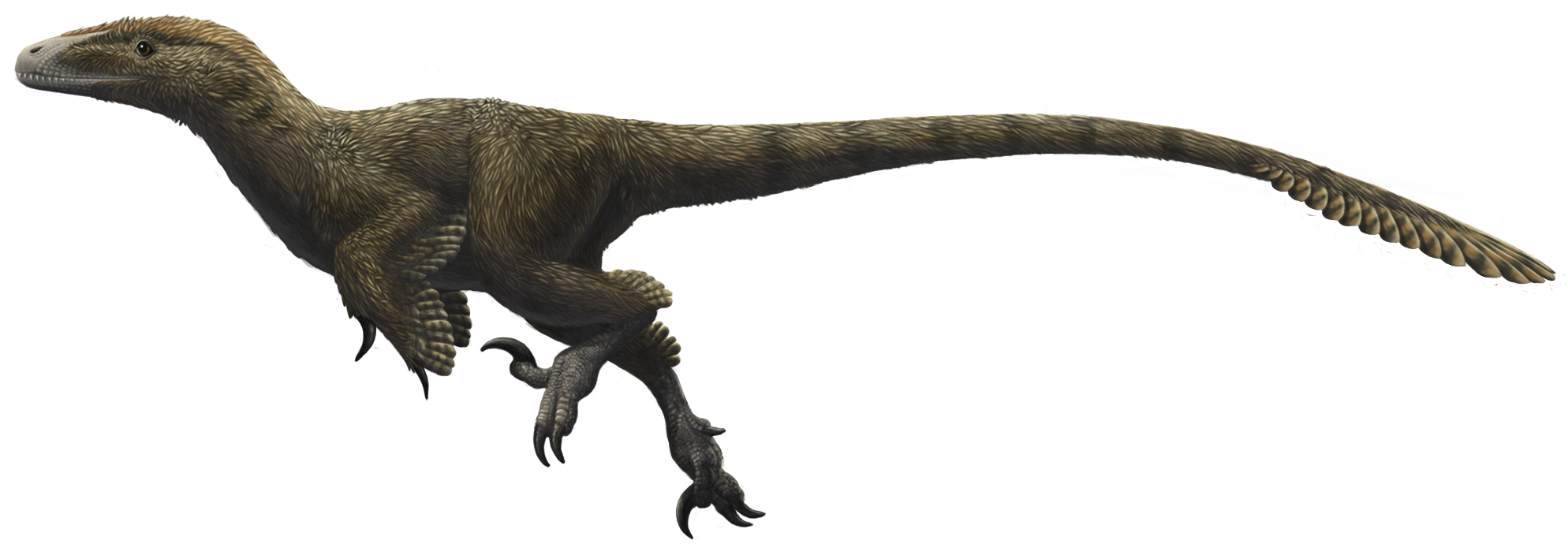
Utahraptor naar het model van Deinonychus: een beweeglijke volledig bevederde jager

Utahraptor leefde in een vrij droog gebied met een kort nat seizoen. Open vlakten werden afgewisseld met bosschages en rivierwouden. De enorme grootte van de soort heeft de vraag opgeroepen of hij dezelfde rol speelde als zijn kleinere verwanten. Die worden vaak als sociale dieren gezien die in jachtgroepen samenwerkten waarbij ze hun intelligentie, hoge activiteitsniveau, beweeglijkheid en zware bewapening uitbuitten om prooien te doden die groter waren dan zijzelf. De sikkelklauw, tijdens het lopen in opgetrokken stand gehouden, werd daarbij, zoals uit direct fossiel bewijs in de vorm van een vechtend exemplaar van Velociraptor blijkt, vooral gebruikt om diepe steken toe te brengen, niet om het vlees open te rijten. De hals en de ruggengraat waren daarbij speciale doelwitten omdat de prooi door het raken van de belangrijkste slagaders en zenuwen snel uitgeschakeld kon worden.

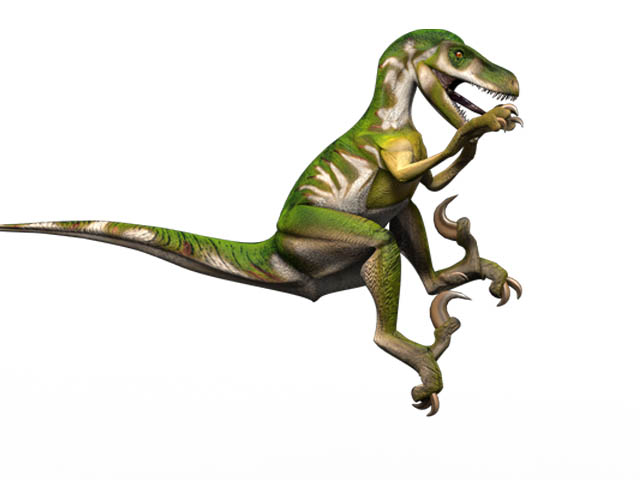
Utahraptor werd misschien al wat te groot om zijn prooi te bespringen

Een probleem bij het doortrekken van een gelijkaardige habitus naar een dier ter grootte van Utahraptor, is dat het lichaamsgewicht te veel dreigt toe te nemen om zulke beweeglijke aanvallen uit te voeren. Voor een aanval op de ruggengraat van de prooi met de sikkelklauw, had Utahraptor wellicht al de maximale grootte bereikt. Voor een nog zwaarder dier zou het wagen van hoge sprongen te riskant geworden zijn. Mogelijke grote prooien voor zulke aanvallen zijn in zijn leefgebied de Euornithopoda Cedrorestes, Hippodraco en Iguanacolossus en de sauropode Cedarosaurus. Beide groepen werden meteen al door Kirkland aangewezen als waarschijnlijk voedsel voor Utahraptor; hij nam aan dat sauropoden tot twintig meter lengte bejaagd konden worden waarbij dan voornamelijk de vermeende smalle handklauwen gebruikt zouden zijn — die echter later teenklauwen bleken. De enorme sikkelklauw kan echter ook gebruikt zijn voor een jachttechniek waarbij niet de beweeglijkheid maar de pure slagkracht een dominante rol speelde. In het gebied van Utahraptor kwam de zwaar bepantserde ankylosauriër Gastonia voor. Misschien specialiseerde Utahraptor zich in het doorboren van het lichaamspantser van deze vrij langzame prooi. Dat de talrijke botten daarvan bij de beenderen van Utahraptor gevonden zijn, is hiervoor een ondersteunend bewijs. De zware bouw van de achterpoten die in 2017 bekend raakte, past beter bij dit scenario. Het model is dan van een 'levende blikopener'.

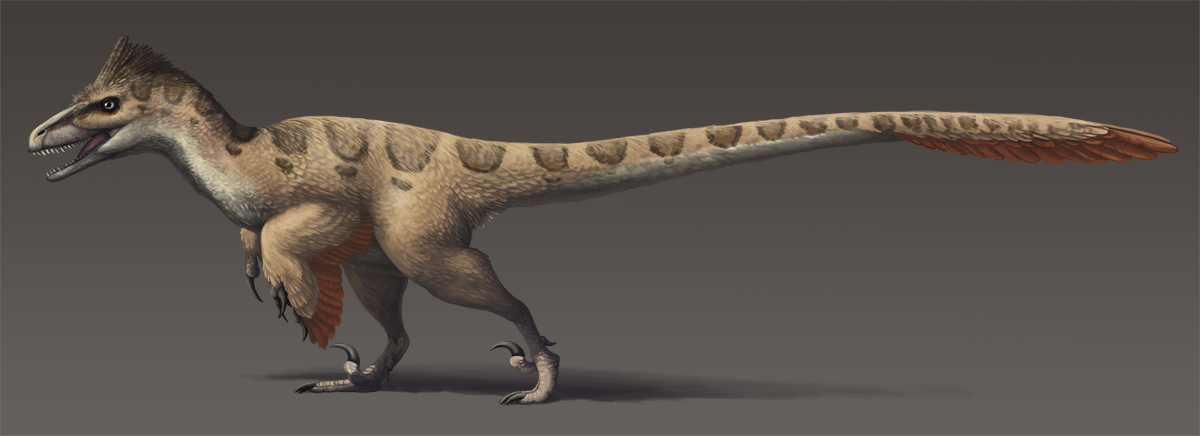
Door zijn grootte was Utahraptor wellicht wat trager in zijn bewegingen

Voor grotere roofdieren is het zowel moeilijker als minder noodzakelijk om in groepen te leven. De concentratie aan grote predatoren dreigt het prooibestand te snel uit te putten en bij een grote soort heeft een enkel individu een ruimere reeks prooisoorten ter beschikking. Juist voor Utahraptor ligt een solitaire levenswijze dus meer voor de hand. Opvallend is daarom dat het fossiel bewijs erop lijkt te wijzen dat Utahraptor toch in groepen leefde, gezien de opeenstapeling van fossielen op één vindplaats. Deze is zelfs een van de sterkste aanwijzingen voor groepsvorming onder zijn verwanten. Aan de andere kant zijn zulke opeenhopingen ook op andere wijze te verklaren, als het gevolg van het op een hoop spoelen van beenderen tijdens een overstroming of als een afvalhoop met de restjes van de maaltijden van een nog grotere theropode. Zulk een grotere soort is van de Yellow Cat Member overigens niet bekend: de andere gevonden theropoden Nedcolbertia, Falcarius en Geminiraptor waren alle kleiner. Het kan dus zijn dat Utahraptor de apexpredator was van zijn leefgebied. De kans daarop wordt natuurlijk veel groter als de soort inderdaad elf meter lengte kon bereiken.

## Receptie in de algemene cultuur

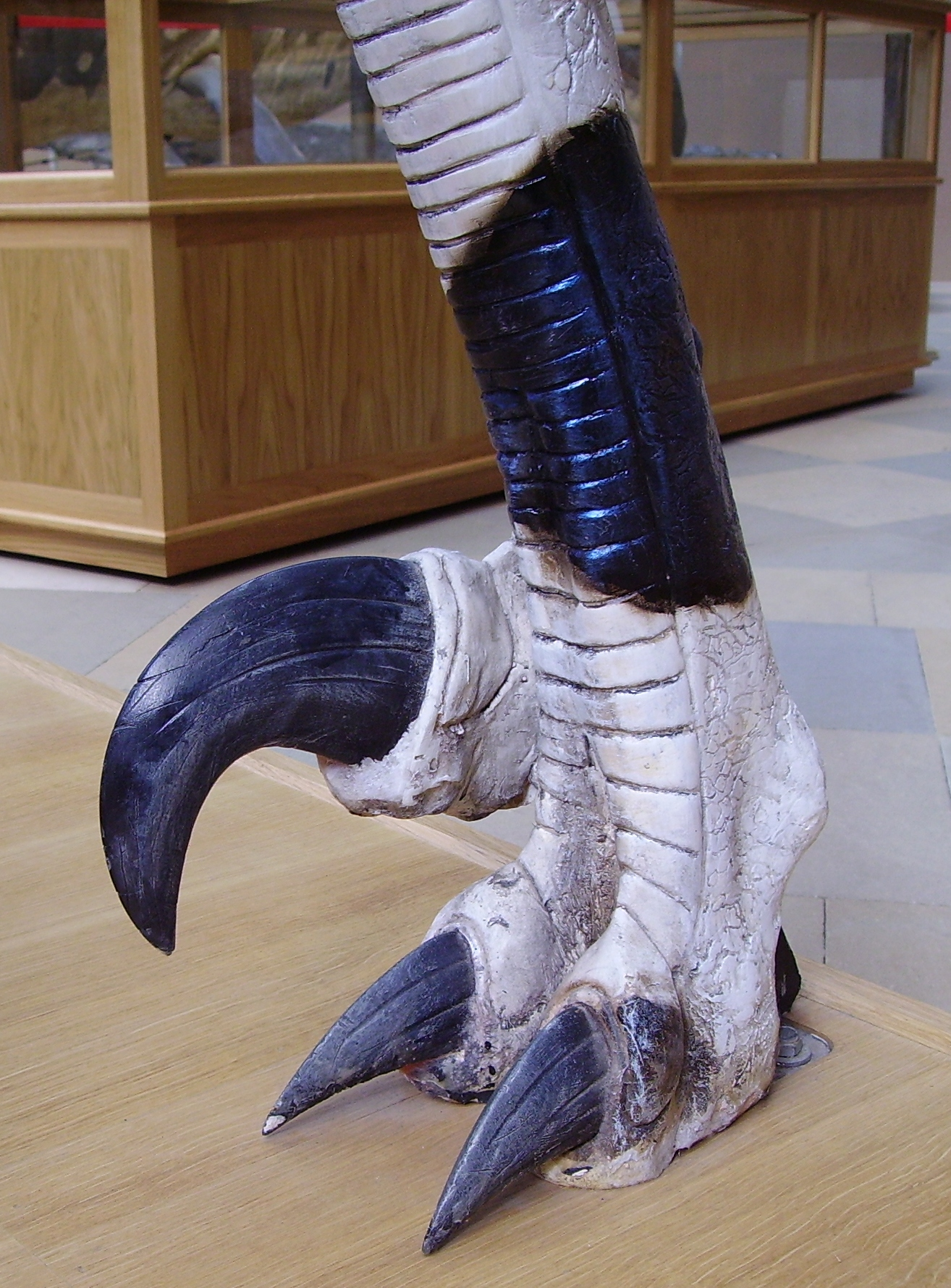
Geen paleontologisch museum is compleet zonder een desnoods slecht model van de klauw van Utahraptor

Het verband tussen Utahraptor en de film Jurassic Park is nauwer dan de financiering van de opgraving door Dinamation alleen. In de rolprent speelde Velociraptor een hoofdrol en het — niet geheel toevallige — samenvallen van de publicatie van Utahraptor met het uitkomen van de film leverde een enorme bijkomende publiciteit op voor de dinosauriër die er immers uitzag als een extra interessante reuzenversie van zijn veel kleinere verwant. Het dier werd door het persbericht van Kirkland aangekondigd als het 'dodelijkste landdier aller tijden', een superslasher en Ginsu-knife-pawed kick-boxer van een ton zwaar die van Tyrannosaurus rex gehakt had kunnen maken als de laatste soort niet toevallig zestig miljoen jaar later had geleefd. Utahraptor werd hierdoor al snel een van de meer bekende dinosauriërs, wat in stand gehouden werd door een zichzelf versterkend proces van afbeeldingen, vermeldingen en verwijzingen in populair-wetenschappelijke boeken, kinderboeken, speelgoedmodellen en museumopstellingen. Een toenmalige medewerker van Dinamation, de beeldhouwer Raymond Persinger die ook meegeholpen heeft de precieze vorm van verschillende botten van de soort te reconstrueren, heeft voor een aantal musea bronzen beelden op ware grootte van Utahraptor gemaakt.

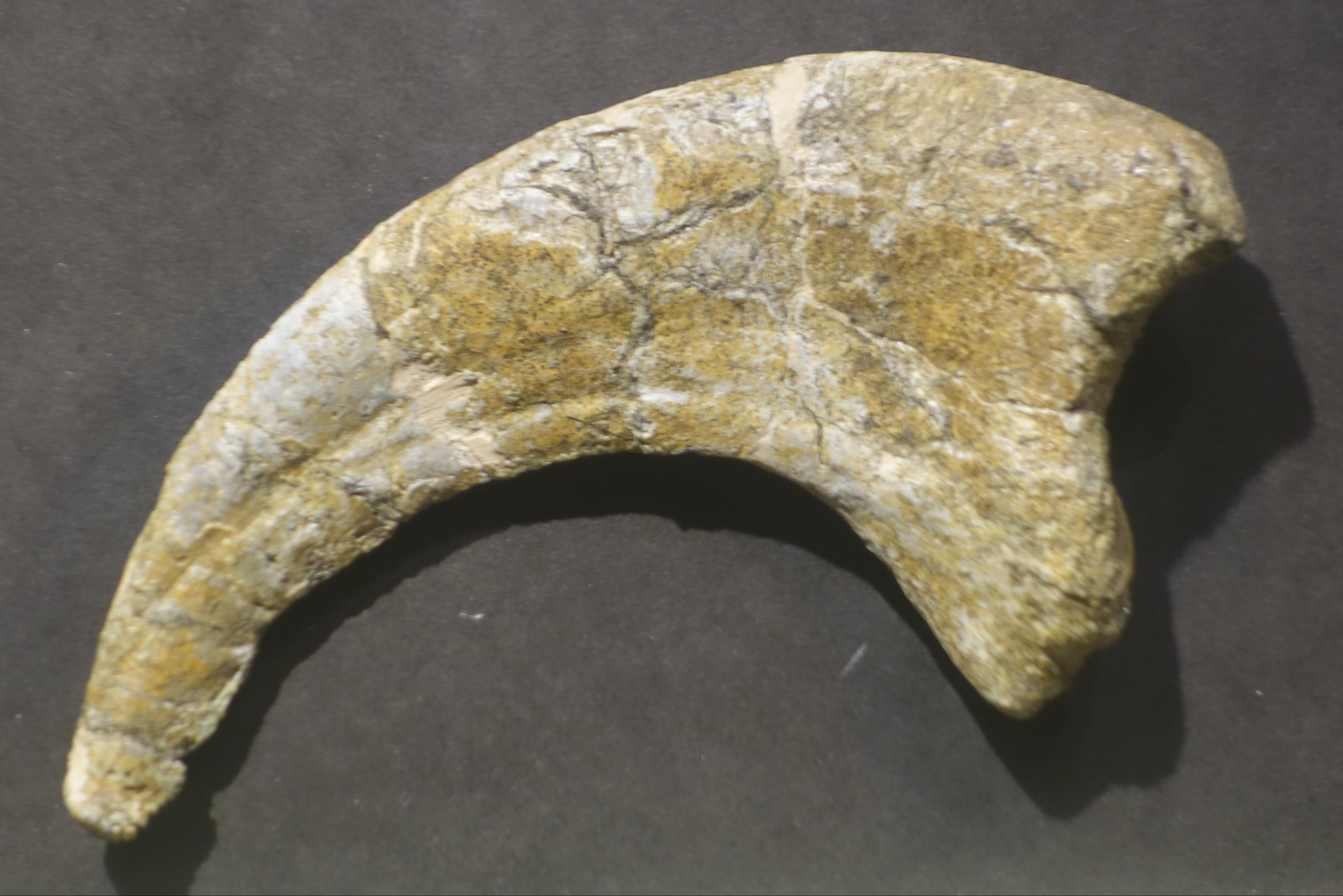
Een echte sikkelklauw

De paleontoloog Robert Bakker publiceerde in 1994 een roman over de belevenissen van een utahraptorwijfje: Raptor Red. In de inleiding beweerde hij dat de velociraptors uit Jurassic Park zelfs direct op Utahraptor gebaseerd zouden zijn — ze waren immers veel groter dan de echte.
Andere literaire optredens van Utahraptor betreffen Diamond Age van Neal Stephenson en Raptor door Paul Zindel.
In 1999 werd Utahraptor afgebeeld in de vierde aflevering van de BBC-animatieserie Walking with Dinosaurs: Giant of the Skies, waarin het dier overigens in Europa gesitueerd werd.
In de webcomic Dinosaur Comics van Ryan North is een kritische homoseksuele utahraptor een van de hoofdfiguren.